# 箕浦宗吉
箕浦 宗吉（みのうら そうきち、1927年（昭和2年）2月27日 - 2016年5月18日）は、日本の経営者。元名古屋鉄道株式会社社長・会長。元名古屋商工会議所会頭。元日本銀行理事。岐阜県出身。

## 略歴
- 1952年（昭和27年）3月 - 東京大学法学部政治学科卒業
- 1952年（昭和27年）4月 - 日本銀行入行
- 1981年（昭和56年）8月 - 日本銀行名古屋支店長
- 1984年（昭和59年）5月 - 日本銀行理事
- 1988年（昭和63年）6月 - 名古屋鉄道株式会社取締役副社長
- 1991年（平成3年）6月 - 名古屋競馬株式会社取締役
- 1992年（平成4年）6月 - 中部日本放送株式会社取締役
- 1994年（平成6年）6月 - 名古屋鉄道株式会社取締役社長
- 1996年（平成8年）5月 - 株式会社金沢名鉄丸越百貨店取締役
- 1999年（平成11年）6月 - 名古屋鉄道株式会社取締役会長
- 2004年（平成16年）2月 - 名古屋商工会議所会頭
- 2005年（平成17年）10月 - 名古屋鉄道株式会社取締役相談役
- 2009年（平成21年）11月 - 旭日大綬章受章[3]
- 2016年（平成28年）5月18日 - 死去。叙従三位[4]